# دوازده‌وجهی بریده‌شده
دوازده‌وجهی بریده‌شده (انگلیسی: Truncated dodecahedron) یک جسم ارشمیدسی است که ۱۲ وجهش ده‌ضلعی منتظم و ۲۰ وجهش مثلث متساوی‌الاضلاعند و می‌توان آن را با بریدن گوشه‌های دوازده‌وجهی منتظم از هر جا به جز وسط اضلاع ساخت.

## مساحت و حجم
اگر برش از یک سوم ضلع صورت گرفته باشد مساحت A و حجم V نسبت به ضلع a عبارتند از:
{\displaystyle {\begin{aligned}A&=5\left({\sqrt {3}}+6{\sqrt {5+2{\sqrt {5}}}}\right)a^{2}&&\approx 100.990\,76a^{2}\\V&={\tfrac {5}{12}}\left(99+47{\sqrt {5}}\right)a^{3}&&\approx 85.039\,6646a^{3}\end{aligned}}}